# Ренго
Ренго (ісп. Rengo) — місто в Чилі. Адміністративний центр однойменної комуни. Населення — 30 891 особа (2002). Місто і комуна входить до складу провінції Качапоаль і регіону Лібертадор-Хенераль-Бернардо-О'Хіггінс.
Територія — 755 км². Чисельність населення — 58 825 мешканців (2017). Щільність населення — 77,9 особи/км².

## Розташування
Місто розташоване за 30 км на південний захід від адміністративного центру області міста Ранкагуа.
Комуна межує:
- на північному сході — з комуною Рекіноа
- на сході — з комуною Мачалі
- на півдні — з комуною Сан-Фернандо
- на південному заході — з комуною Мальйоа
- на заході — з комуною Кінта-де-Тількоко
- на північному заході — з комуною Коїнко